# Eisenstadt Méir
Eisenstadt Méir (Katzellenbogen Méir) (17. század) rabbi.

## Élete
1670-ben, a zsidóknak Ausztriából és Kismartonból történt kiűzése után elhagyta atyjával, Chajim Eisenstadttal és fivérével, Eisenstadt Mózessel hazáját, és Prágában telepedett le. 1695 körül Stomfán rabbihivatalt viselt.

## Művei
Szerzője a következő könyveknek: 
- Ner Lamoór (Wilmersdorf, 1675);
- Miste Jájin (Fürth, 1695).
- Ezenkívül írt még glosszákat a Széfer Ha-gilgulim-hoz is (Frankfurt, 1684).